# Đorđe Radić
Đorđe Radić, magyarosan: Radics György (Nagybecskerek (Torontál megye), 1839. április 22. – Kraljevo, 1922. augusztus) szerb közgazda.

## Élete
Tanult Prágában, utazott Svájcban, Franciaországban, Belgiumban, Hollandiában, Németországban, hogy közgazdasági ismereteit bővítse. Japánban is megfordult. Alapított gazdasági iskolát Pozsarevácon és Kraljevón Szerbiában és Cettinyében Montenegróban; rendkívüli érdemei vannak ezen országok mezőgazdaságának emelésében. külföldön is elismert tekintély volt, mert 117 gazdasági egylet választotta tagjává és tiszteletbeli tagja volt a szerb tudományos akadémiának.
1816-tól 21 önálló gazdasági munkát írt, melyek közt legfontosabb a Gazdasági Könyvtár című szerb munkája (1864. Három kötet).

## Hazánkban megjelent munkái
- Mala zemljodjelska čitanka za srpska narodne škola (Földmívelési olvasókönyv, 44 rajzzal. 4. kiad.).
- Vogja pri gazdovanju. Ujvidék, 1867 (Gazdasági útmutató)
- Jagoda. Ca 68 slika u slogu. Uo. 1883 (Az eper, rajzokkal)

Szerkesztette a Seljak (Falusi) 1862-től és a Težak c. gazdasági lapokat több évig.